# Вермонт (Іллінойс)
Вермонт (англ. Vermont) — селище (англ. village) в США, в окрузі Фултон штату Іллінойс. Населення — 570 осіб (2020).

## Географія
Вермонт розташований за координатами 40°17′45″ пн. ш. 90°25′44″ зх. д. / 40.29583° пн. ш. 90.42889° зх. д. (40.295715, -90.429018).  За даними Бюро перепису населення США в 2010 році селище мало площу 3,26 км², уся площа — суходіл.

## Демографія
Згідно з переписом 2010 року, у селищі мешкало 667 осіб у 284 домогосподарствах у складі 185 родин. Густота населення становила 205 осіб/км².  Було 310 помешкань (95/км²).
Расовий склад населення:
| - 98,7 % — білих - 0,3 % — азіатів - 0,1 % — корінних американців - 0,1 % — чорних або афроамериканців |

До двох чи більше рас належало 0,3 %. Частка іспаномовних становила 1,3 % від усіх жителів.
За віковим діапазоном населення розподілялося таким чином: 22,3 % — особи молодші 18 років, 61,1 % — особи у віці 18—64 років, 16,6 % — особи у віці 65 років та старші. Медіана віку мешканця становила 43,1 року. На 100 осіб жіночої статі у селищі припадало 106,5 чоловіків;  на 100 жінок у віці від 18 років та старших — 100,8 чоловіків також старших 18 років.
Середній дохід на одне домашнє господарство  становив 56 109 доларів США (медіана — 47 000), а середній дохід на одну сім'ю — 68 207 доларів (медіана — 51 875). Медіана доходів становила 41 250 доларів для чоловіків та 28 250 доларів для жінок. За межею бідності перебувало 8,8 % осіб, у тому числі 9,3 % дітей у віці до 18 років та 3,5 % осіб у віці 65 років та старших.
Цивільне працевлаштоване населення становило 334 особи. Основні галузі зайнятості: освіта, охорона здоров'я та соціальна допомога — 26,9 %, виробництво — 24,9 %, роздрібна торгівля — 9,6 %, мистецтво, розваги та відпочинок — 7,2 %.